# Аметистова роза
„Аметистова роза“ е награда, учредена през 2004 г.
Връчва се всяка година по време на Събора на българската книга в Националния музей „Земята и хората“ за високи постижения в българската литература в 3 раздела:
- I раздел – „Аметистова роза“ за високо авторско постижение на писател,
- II раздел – „Аметистова роза“ за високо авторско постижение на художник (илюстратор, оформител и пр.),
- III раздел – „Аметистова роза“ за високо постижение на книгоиздател, участник в Събора на българската книга.

За наградата „Аметистова роза“ могат да се предлагат книги, отпечатани във времето между предходния и настоящия Събор на българската книга.
Връчването на наградата се провежда в началото на месец ноември при закриването на Събора на българската книга. Инициативата за Събора на българската книга е на Националния музей „Земята и хората“ съвместно с Дирекцията „Книги и библиотечно дело“ при Министерство на културата, Съюза на българските писатели, Института за български език при БАН, Националния литературен музей, Народна библиотека „Св. св. Кирил и Методий“, столични читалища и редица други културни институции.
Наградата е изработена от аметист от Маджаровското находище в Източните Родопи.

Неактуална награда - не е връчвана след 2007 г.

## Лауреати
- 2005 –

I раздел: „Аметистова роза“ за високо авторско постижение на писател – Виктор Пасков за книгата му „Аутопсия на една любов“;
II раздел: „Аметистова роза“ за високо авторско постижение на художник – Яна Левиева за поредица книги (изд. „Жанет 45“);
III раздел: „Аметистова роза“ за високо постижение на книгоиздател, участник във Втория събор на българската книга – Академично издателство „Марин Дринов“ за „Алманах на българските национални движения след 1878 г.“.
- 2006 –

I раздел: „Аметистова роза“ за високо авторско постижение на писател – Теодора Димова за романа „Майките“;
II раздел: „Аметистова роза“ за високо авторско постижение на художник – Константин Жеков за книгата „Децата и ние или изкуството да си родител“ на Кина Къдрева (Академично издателство „Марин Дринов“);
III раздел: „Аметистова роза“ за високо постижение на книгоиздател, участник в Третия събор на българската книга – Издателство „Жанет 45“ за „Атлас на българската литература“ в 2 тома;
специална награда „Аметистова роза“ – авторски колектив Биляна Борисова, Петя Колева, Велислава Маринова, Стоян Петков с ръководител проф. Симеон Янев за „Атлас на българската литература“ в 2 тома.
(Жури с председател Драгомир Шопов и членове Петър Величков от Народната библиотека „Св. св. Кирил и Методий“, Радка Пенчева от Националния литературен музей, Димитър Христов от Министерството на културата, доц. Виктор Паунов от Националната художествена академия, Петър Велчев от Института за литература на БАН и Никола Хаджиев, директор на Национален църковен историко-археологически музей.)
- 2007 –

II раздел: „Аметистова роза“ за високо авторско постижение на художник – Атанас Хранов за романа „Колекционер на любовни изречения“ на Александър Секулов (Издателство „Сиела“);
III раздел: „Аметистова роза“ за високо постижение на книгоиздател, участник в Четвъртия събор на българската книга – Издателска къща „Христо Ботев“ за библиотечна поредица „Сияйна зора“